# Сент-Эньян, Поль-Ипполит де Бовилье
Поль-Ипполит де Бовилье (фр. Paul-Hippolyte de Beauvilliers; 25 ноября 1684, Париж — 22 января 1776, там же), герцог де Сент-Эньян, пэр Франции, гранд Испании 1-го класса — французский государственный деятель и дипломат.

## Биография
Второй сын Франсуа Онора де Бовилье, герцога де Сент-Эньян, и Франсуазы Жере.
Граф де Монтрезор в Турени, барон де Ла-Ферте-Юбер в Блезуа, де Ла-Саль-ле-Клери и де Шемери в Орлеанне. Губернатор и генеральный наместник Гавр-де-Граса с областью и зависимостями, Лоша в Турени, великий бальи земли Ко.
Предназначался для вступления в Мальтийский орден, в который был принят в детстве (1686).
Принял участие в войне за Испанское наследство. В 1702 году записался в мушкетеры, в следующем году сражался с голландцами при Нимвегене.
В 1703—1705 годах служил во флоте на Мальте, и готовился к принятию обетов, когда герцог де Бовилье, его брат, потерявший двух сыновей, вызвал его в Париж.
В 1706 году был адъютантом маршала Марсена, служил на Мозеле, 7 июля получил роту в кавалерийском полку Водре.
15 ноября 1706 брат купил ему кавалерийский полк Бовилье (позднее Талейрана), в котором тот стал кампмейстером патентом от 19 декабря 1706, и 2 декабря передал ему герцогство-пэрию. Поль-Ипполит принял титул герцога де Сент-Эньяна.
В 1707 году командовал своим полком во Фландрской армии, был взят в плен в битве при Ауденарде и серьезно ранен в битве при Мальплаке.
Принят в качестве герцога и пэра в Парламенте и участвовал в сеансе 22 января 1711.
В марте 1711 стал первым дворянином Палаты герцога Беррийского. А кампанию того года служил во Фландрской армии, в 1712 году участвовал в осадах Дуэ, Ле-Кенуа, Бушена, в 1713-м в осаде Ландау, разгроме генерала Вобонна, осаде и взятии Фрайбурга.
28 мая 1714 назначен преемником брата в качестве губернатора Лоша и Больё.
В ноябре 1714 король направил его приветствовать новую королеву Испании, проезжавшую через Францию. Встретил принцессу в По и сопроводил в Мадрид, где и остался. В апреле 1715 был назначен чрезвычайным послом в Испании. В этом качестве был восприемником при крещении инфанта дона Фелипе 25 августа 1716.
Бригадир (1.07.1717), в сентябре отставлен от командования полком. 29 июля 1718 назначен полномочным представителем на переговорах на предмет спокойствия в Европе и урегулировании конфликта между императором и королем Испании. Поскольку он стал подозрительным для испанских министров, готовившихся к новой войне, 12 декабря герцог получил приказ покинуть Мадрид в 24 часа, а Испанию в течение 12 дней. 13-го выехал из Мадрида и вернулся в Париж 6 января 1719. 22 января стал членом Совета Регентства.
22 сентября 1719, после отставки герцога де Мортемара, стал губернатором Гавр-де-Граса, а 10 октября 1723, после смерти маркиза де Рассана, бальи Ко. 3 июня 1724 пожалован в рыцари орденов короля.
19 декабря 1726 был назначен членом Французской академии и принят в ее состав 16 января 1727 Антуаном Данше. Также был почетным членом Академии надписей и изящной словесности (23.12.1732) и членом римской академии Инфеконди (10.08.1738).
В октябре 1730 был назначен послом в Рим, 24 ноября 1731 выехал из Марселя, 15 февраля высадился в Ливорно, где был с почетом принят инфантом доном Карлосом, и прибыл в Рим 11 марта 1732. 18 сентября получил у папы прощальную аудиенцию.
Лагерный маршал (20.02.1734), генерал-лейтенант (1.03.1738). 28 января 1740 в Версале назначен губернатором герцогства Бургундии и Бресса до достижения принцем Конде 18-летия. 19 мая 1754 отказался от губернаторства в пользу принца.

## Семья
1-я жена (22.01.1707): Мари-Женевьева де Монлезён (ум. 15.10.1734, Рим), дама де Помёз, Люминьи, Мальмезон, Герар, Вильнёв-ла-Юре, единственная дочь и наследница Жана-Батиста-Франсуа де Монлезёна, маркиза де Бемо, кампмейстера кавалерии, первого корнета шеволежеров королевской гвардии, и Маргеит-Женевьевы Кольбер де Вилласерф
Дети:
- Поль-Франсуа (16.08.1720—7.01.1742), граф де Сент-Эньян. Сопровождал отца в римском посольстве, участвовал в кампании 1733 года, служил в качестве волонтера, кампмейстер кавалерийского полка своего имени (позднее Кайё) 20.02.1734. Принял титул герцога де Бовилье, который ему уступил отец. Жена (30.12.1738): Мари-Сюзанна-Франсуаза де Крей (28.08.1716), единственная дочь Жана-Франсуа де Крея, интенданта генералитета Меца, придворная дама Мадам
- Поль-Луи (8.11.1711, Версаль — 9.11.1757), герцог де Бовилье по смерти старшего брата, убит в битве при Росбахе. Жена 1) (8.04.1745): Огюста-Леонор-Олимпа-Николь де Бюльон, дочь Анн-Жака де Бюльона, маркиза де Фервака, генерал-лейтенанта, и Мари-Мадлен-Ортанс Жиго де Бельфон; 2) (22.11.1753): Шарлотта-Сюзанна де Но, дочь Жана-Батиста де Но, графа де Фёйе, и Мари-Маргерит де Кардуан, одна из дам, назначенных для сопровождения Мадам
- Поль-Ипполит (26.12.1712—5.12.1788), маркиз де Ла-Ферте-Сент-Эньян, вице-адмирал Понанта. Жена: Аделаида-Луиза Вальбуа де Мец де Ферьер
- Поль-Луи-Виктор (р. 24.10.1714), аббат, граф де Ланьи в Парижском диоцезе
- Поль-Франсуа-Онора (7.01.1724—1.22.1783), граф де Бовилье, называемый графом де Сент-Эньян, мальтийский рыцарь, кампмейстер кавалерийского полка своего имени (17.12.1757), включенного в полк генерального комиссара (1762). Бригадир кавалерии (25.07.1762), лагерный маршал (3.01.1770)
- Мари-Женевьева (р. 27.01.1709), монахиня в бенедиктинском монастыре в Монтаржи
- Мари-Поль-Франсуаза (р. 5.07.1720), монахиня в Монтаржи
- Мари-Анн-Поль-Антуанетта (26.07.1721—21.01.1743), называемая мадемуазель де Шемери. Муж (28.08.1736): Луи-Арман де Сегльер де Суайекур (р. 1722)
- Мари-Поль-Тереза (10.12.1729—10.11.1758), называемая мадемуазель де Монтрезор. Муж (22.08.1753): Жан-Франсуа-Шарль де Молет, граф де Моранжи, полковник Лангедокского пехотного полка

2-я жена (контракт 9.11.1757): Франсуаза-Элен-Этьенетта Тюрго (р. 20.09.1729), дочь Мишеля-Этьена Тюрго, маркиза де Сумона, государственного советника, купеческого прево Парижа, и Мадлен-Франсуазы Мартино де Бретиньоль